# Vražji glas
Vražji glas (1989) je triler Toma Rebolja, ki piše pod psevdonimom Aaron Kronski. Knjiga je sestavljena iz predigre, vsebine in epiloga.

## Predigra
Martin v Avstriji čaka na vlak. Opazujeta ga moška in stečeta za njim v vagon, ker se bo tam z nekom sestal. Ko ga dohitita, ga zabodeta in preiščeta, vendar ne najdeta, kar sta iskala.

## Vsebina
Aaron Kronski se zbudi v gostinskem vagonu balkanskega vlaka z grafiko, ki mu jo vojvoda naroči prinesti čez mejo. Doma mu mati pove, da sta ga iskala neznanca in mu naročila, naj pri čuvaju Klugeju poizve za sestanek z njima. Na pokopališču ga z avtom pobere don Cabelotti in se z njim pogovarja o grafiki. Zlaže se mu, da jo je predal Martinu na kolodvoru, kot se je dogovoril z vojvodo. Cabelotti  mu pove, da so Martina našli umorjenega. Napoti ga v Pariz k Mischi, ki bo znal grafiko identificirati.
Mischo je najel lastnik galerije Becker. Na grafiki je bilo v aramejski pismenki zapisano število 214653. Pred galerijo don Cabelotti Aarona povabi v avto. Mischa gre v galerijo z grafiko, da bi Beckerju povedal za številke. Cabelotti mu pove, da pri Martinu niso našli grafike, zaradi česar je spoznal, da se mu je Aaron zlagal. Zapeljali so proti galeriji, kjer se sproži bomba. Mischa v eksploziji umre, grafika je uničena.
Becker in Aaron se odpravita v gostilno, kjer Aaron spozna z Davida in Marie Webb. Skupaj odidejo v Švico, kjer spozna Mischevega bratranca Blatta in njegovo hčer Lilit (ki uporablja tudi ime Simone). Blatt ugotovi, da so številke, ki jih je povedal Aaron, napačne. Obišče ga zloslutna Lilit, ki ga prestrašena objame. V tem trenutku ga nekdo zaklene v sobo. Zasliši korakanje skozi balkonska in vhodna vrata. Skozi balkon je vstopil eden od Cabbelotijevih mož in sprožil revolver proti Aaronu, istočasno pa je skozi vhodna vrata prišel Becker in ustrelil Aaronovega morilca. Lilit umre ustreljena v njegovem objemu. 
Naslednji dan se sreča z Blattom, ki mu je pripovedoval o Ericu Neumannu, ki se je zapletel s teroristi in za njih ukradel dva milijona dolarjev. Denar je naložil na banko pod številko na grafiki. Ker se je Eric sprl s teroristi, za katere je ukradel denar, je bil umorjen v Kairu. Za ta denar in grafiko so izvedeli teroristi, mafijci in druge emigrantske skupine v Nemčiji in Franciji. Najeli so ljudi, da grafiko ukradejo. Ko je grafika prišla v Slovenijo, je vojvoda naročil Aaronu, naj jo ukrade. Blatt je povedal, da bi se vse to končalo, vendar ne ve za pravo številko. Aaron mu nato pove, kaj je bilo zapisano na grafiki, in se odpravi domov.

## Ocene
[...] To seveda ni pravi triler, ampak je parodija trilerja. Kronski-Reboljev Vražji glas naj bi bil smešen. Ne rečem, da na trenutke res ni, ampak humor te knjige je filipčičevski, in to že tako in tako pomeni, da je repetitivno prepotenciran, obrabljen. [...] Smešno je za Slovence noro in odštekano, nikoli za duhovito.

(Crnkovič, 1989)
- Virna Lešnik. Aaron Kronski: Vražji glas, 1989. Literatura 1/5 (1989). 199–200.
- Aaron Kronski, Vražji glas, 1989. Knjiga: glasilo slovenskih založb 9/10 (1989). 406–407.
- Tanja Štante. Kriminalni roman: A-diplomska naloga, 1997.
- Marko Crnkovič. Dve, tri vialne na mah, 1989. Delo 31/195 (1989). 5.
- Milan Markelj. Vražji glas, 1989. Dolenjski list 40/28 (1989). 11.
- Peter Kolšek. Aaron Kronski: Vražji glas, 1989. Delo 31/166 (1989). 7.
- L. M. Novo pri Mladinski knjigi: Predpoletno literarno branje, 1989. Gorenjski glas 42/47 (1989). 5.